# Giovanni da Legnano

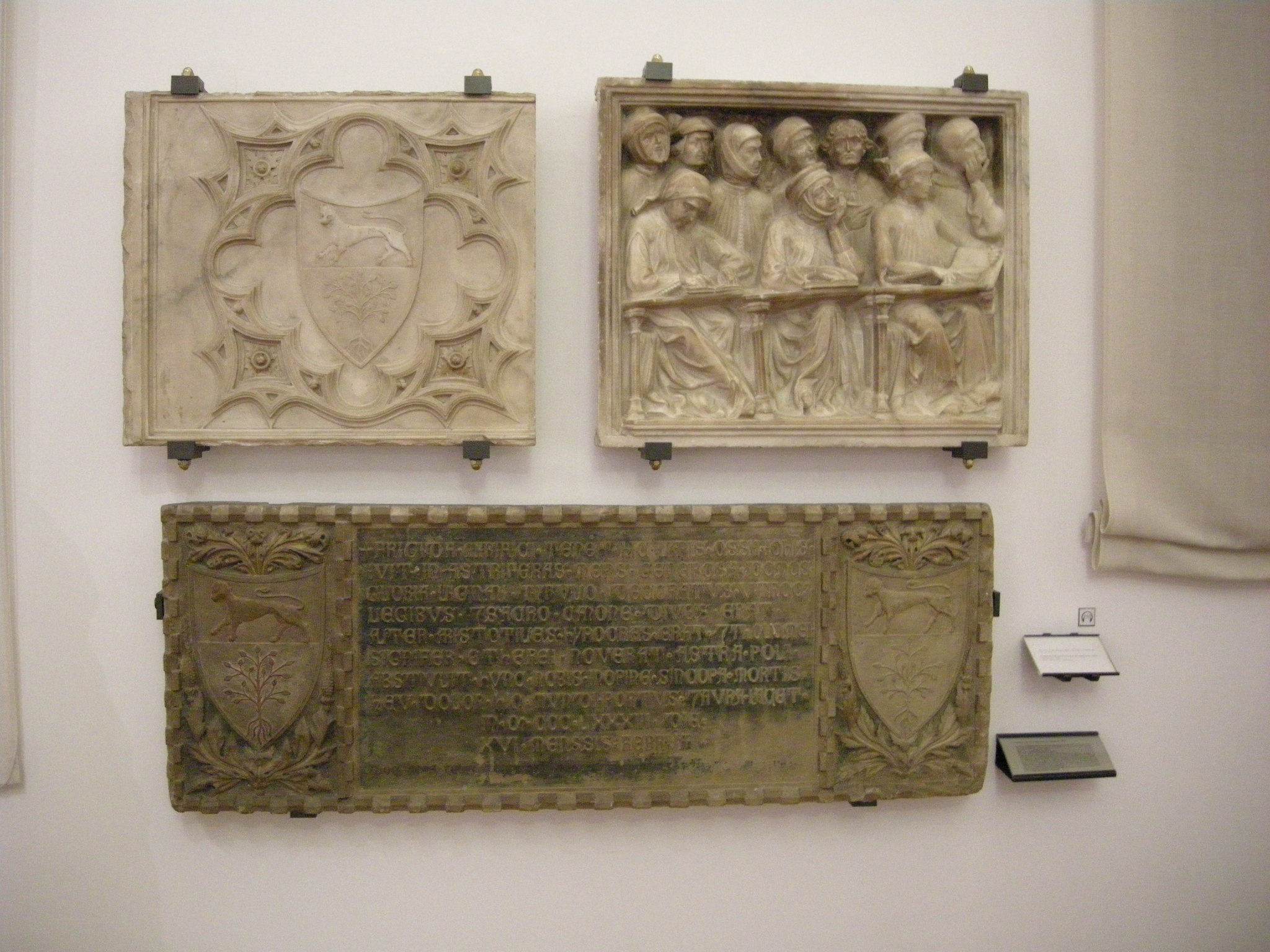
Bas-reliefs du sarcophage de Giovanni da Legnano sculptés par Pierpaolo dalle Masegne et son frère Jacobello.

Giovanni da Legnano, de son vrai nom Giovanni Oldrendi, qui signait ses ouvrages Johannes de Legnano, est un juriste, théoricien militaire et canoniste italien de l'université de Bologne, né vers 1320 à Milan et mort le 16 février 1383 à Bologne. Il fut proche de plusieurs papes. Son Tractatus de Bello, de Represaliis et de Duello, où il oppose le droit de la guerre à la clémence des princes, marque une étape importante de l'histoire du droit et de l'histoire militaire.

## Biographie
Giovanni da Legnano est né vers 1320 à Milan. Il étudia d'abord la philosophie, les Arts libéraux, la médecine et l'astrologie, puis le droit à Bologne. En 1350, il est cité une première fois comme Doctor legum. L'année suivante, il est recruté par l'université de Bologne comme professeur in utroque jure (droit civil et droit canon), et obtient quelques années après la chaire de droit canon. À ce poste, il gagne l'estime des papes Urbain V et Grégoire XI, et même s'imposera comme l'un des partisans les plus assidus du pape Urbain VI au cours du Grand Schisme d'Occident. Étant donné sa faveur auprès des papes, sa ville de Bologne l'envoya plusieurs fois après de 1358 comme négociateur à Rome. En 1368, l'empereur Charles IV lui décerne la dignité de comte palatin. En 1377, Grégoire XI en fait le premier vicaire de Bologne.
Le plus célèbre ouvrage de Giovanni da Legnano est son traité  De Bello, de Represaliis et de Duello (1360), qui est considéré comme l'une des sources des Droits de l'Homme. Dédié au cardinal Ægidius de Albornoz, ce livre constitue la première tentative de concilier le droit et l'état de guerre en Occident. Giovanni da Legnano y aborde pêle-mêle les préparatifs de guerre, la conduite du combat, la tactique, l'usage de mercenaires et le traitement des prisonniers. Parmi ses autres écrits, citons le „Somnium sive tractatus de principatu“ (1372) qui traite du droit civil et du droit canon ; De Juribus ecclesiæ in civitatem Bononiæ (1376) sur le droit de Bologne, ainsi que De fletu ecclesiæ (« Les pleurs de l’Église »), recueil d'apologues publiés entre 1378 et 1380 pour justifier l'élection d'Urbain VI.
Giovanni da Legnano fut emporté au sommet de sa gloire en 1383. Par testament il a institué une fondation pour permettre aux étudiants pauvres de sa ville natale, Milan, de s'inscrire à l'université de Bologne et fit vœu que sa maison soit confiée à l'université au cas où il n'aurait pas d'héritier mâle. Vingt ans après sa mort, son disciple Cosimo dei Migliorati fut élu pape sous le nom d'Innocent VII.

## Voir également
- Entrée sur EDIT16
- Entrée sur la Biblioteca Europea di informazione e cultura (BEIC); dont un manuscrit du Tractatus de bello.